# 进步党团会议
进步党团会议（英語：Progressive Caucus）是南非的一个政党联盟，成立于2024年6月13日，在其成员共同反对民族团结政府组建的背景下成立。
在进步党团会议的巅峰时期，由7个政党组成：经济自由斗士、会众、联合民主运动、联合非洲人转变、非洲转变运动、阿扎尼亚泛非主义者大会和民族之矛。然而，在短短几天内，阿扎尼亚泛非主义者大会、联合民主运动和会众分别于2024年6月19日、21日和23日离开进步党团会议并加入民族团结政府。目前，进步党团会议在国民议会中拥有约30%的席位。
进步党团会议旨在提供一个偏左的财政替代方案。进步党团会议在社会政策上并不如财政政策那样统一，一些成员支持诸如恢复死刑和废除同性婚姻法等右倾立场。